# Schloss Hanfelden
Schloss Hanfelden är ett slott i Österrike.   Det ligger i distriktet Murtal och förbundslandet Steiermark, i den centrala delen av landet, 170 km sydväst om huvudstaden Wien. Schloss Hanfelden ligger 983 meter över havet.
Terrängen runt Schloss Hanfelden är huvudsakligen kuperad, men norrut är den bergig. Närmaste större samhälle är Fohnsdorf, 14,6 km sydost om Schloss Hanfelden. 
I omgivningarna runt Schloss Hanfelden växer i huvudsak blandskog. Runt Schloss Hanfelden är det ganska glesbefolkat, med 42 invånare per kvadratkilometer.